# Coreura alcedo
Coreura alcedo là một loài bướm đêm thuộc phân họ Arctiinae, họ Erebidae.